# John Murray (Forschungsreisender)

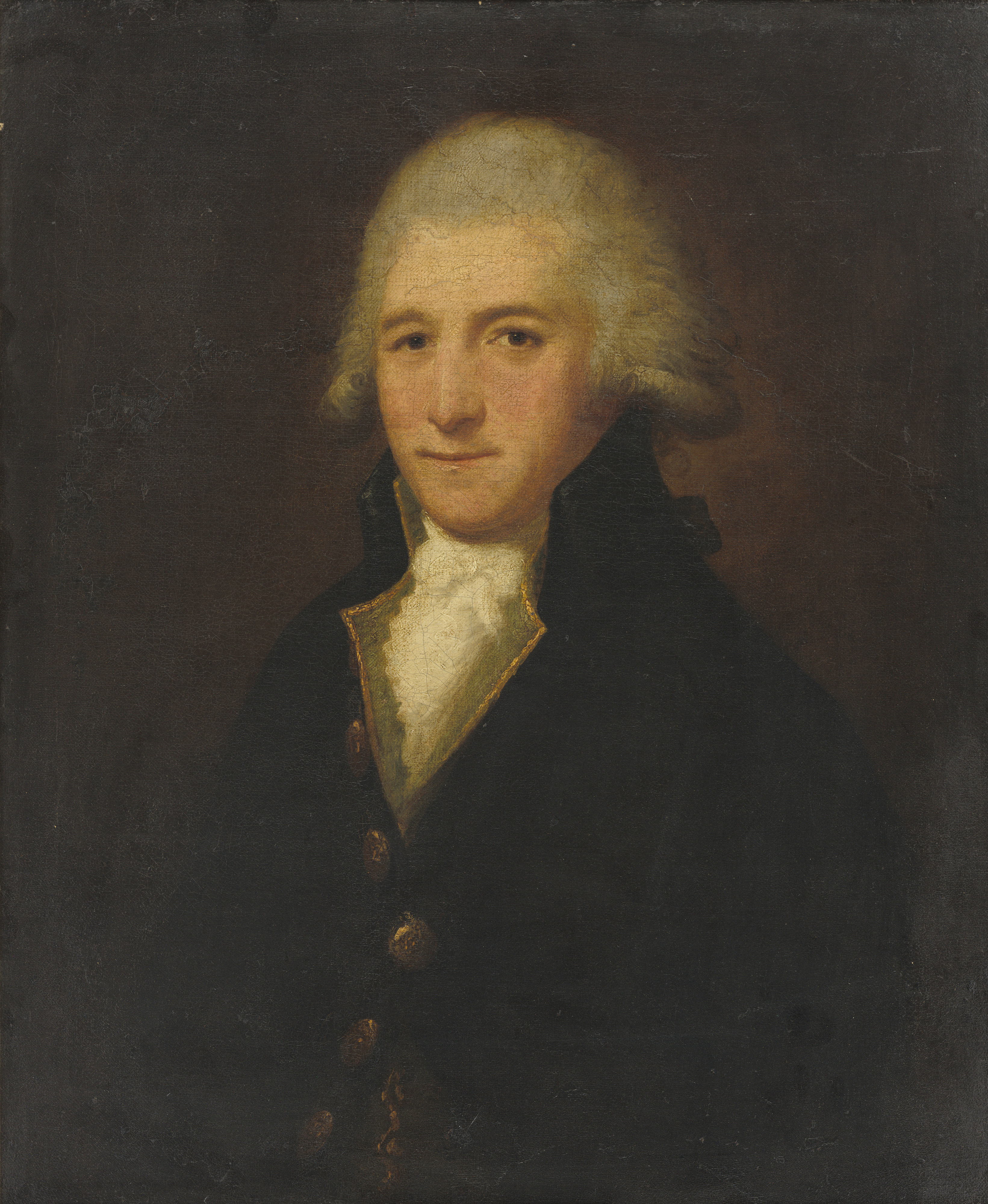
John Murray (ca. 1804)

John Murray (* 1775; † 1807) war ein britischer Kapitänleutnant und Australien-Erforscher.
John Murray wurde mit größter Wahrscheinlichkeit in Edinburgh geboren und begann seine seemännische Karriere im Jahre 1789. Er arbeitete als Oberkadett auf der Polyphemus vom Oktober 1794 bis zum Mai 1797. Auf der Apollo arbeitete er im Jahr 1797 von Mai bis Dezember als Steuermann. Als 2. Kapitän und Lotse war Murray tätig auf der Blazer von Januar bis Juli im Jahr 1798. Von Oktober 1798 bis Juli 1800 war er Steuermann der Porpoise. Später im Jahr 1800 absolvierte John Murray die Prüfung zum Kapitänleutnant. Gegen November 1800 kam er in New South Wales mittels der Porpoise an. Er begleitete im Jahr 1801 James Grant als Steuermann auf der Lady Nelson mit dem Auftrag, die Jervis Bay, Westernport Bay und den Hunter River zu erkunden. Nach seiner Rückkehr nach Sydney legte Grant sein Kommando nieder. Im September ernannte Gouverneur King Murray zum Kapitänleutnant und Fregattenkapitän der Lady Nelson.
Mit der Anweisung, die südliche Küste Victorias zu erkunden, entdeckte er am 14. Februar 1802 den Eingang zur Bucht von Port Phillip. An der Stelle, wo geankert wurde, entstand das Gebiet der Quarantäne.
Ein Auszug aus seinem Tagebuch (in englisch):
...Sunday 14 February am Grant’s Point bore E by N distant 10 miles and Cape Shanks NW distant 7 miles; kept running down the land. am. At half-past 10 South Head of the new Harbour or Port N by E 8 miles distant; by noon the island at entrance of harbour bore N half a mile distant. At this time we had a view of this part of the spacious harbour, its entrance is wide enough to work any vessel in, but, in 10 fathoms. Bar stretches itself a good way across, and, with a strong tide out and wind in, the ripple is such as to cause a stranger to suspect rock or shoals ahead. We carried in with us water from 14 to 16 fathoms. Kept standing up the port with all sail set.
Monday, 15 February pm Working up, the port with a very strong ebb against us, we however gained ground. The southern shore of this noble harbour is bold high land in general and not clothed as all the land at Western Port is with thick brush but with stout trees of various kinds and in some places falls nothing short, in beauty and appearance, of Greenwich Park. Away to the eastward at the distance of 20 miles the land is mountainous, in particular there is one very high mountain which in the meantime I named Arthur’s Seat...to the NE by N, about 5 miles from the south shore lies a cluster of small rocky islands and all round them a shoal of sand; plenty of swans and pelicans were found on them when the boat was down, from which I named them Swan Isles. To the NE by E there is an opening, and from our masthead no land could be seen in it. The northern shores are low with a sandy beach all along. At half-past 3 pm we got to anchor in a sandy cove in 7 fathoms water, bottom fine sand – Swan Isles bearing NE by N distance 5 miles, a bold rocky point which I named Point Paterson ESE 1½ miles, a long sandy point named Point Palmer west, 1½ miles, and the nearest point of the shore SW ½ of a mile distant...
Während eines Monats erkundete er die Bucht und benannte Landstreifen wie den Arthur’s Seat, die Swan-Insel und den Point Patterson. Am 8. März nahm er Port Phillip für die britische Krone in Besitz. Er benannte die Gegend zuerst als „Port King“, als Dank an den Gouverneur King von New South Wales. Dieser wiederum benannte Port King um in „Port Phillip“ zum Gedenken an seinen Vorgänger Arthur Phillip.
Am 22. Juli 1802 machte Murray sich von Matthew Flinders aus auf den Weg, Australien auf der unter seinem Kommando stehenden Lady Nelson zu umsegeln. Die Lady Nelson war schon recht alt und benötigte eine Kalfaterung. Am 17. Oktober wurde Murray von Flinders beauftragt, nach Sydney zurückzukehren, als sie von den Cumberland Islands ablegten.
Im April 1803 erhielt Gouverneur King ein Schreiben der Navy Board. Murray wurde das Kommando untersagt, und er erhielt keine Provision, weil er keine sechsjährige Erfahrung hatte wie von ihm angegeben. Zudem machte er in England falsche Angaben. King entzog Murray unehrenvoll das Kommando über die Lady Nelson. Murray kehrte im Mai 1803 auf der Glatton nach England zurück. In den Jahren 1804, 1805 und 1807 erstellte er Landkarten von Küsten. Sein genaues Todesdatum ist nicht bekannt. Das kleine Schiff The Herring wurde unter dem Kommando eines Lieutenant John Murray im November 1814 geleitet (W. L. Clowes, The Royal Navy, Vol. V, p. 555). Jedoch ist zu beachten, dass John Murray zu der Zeit ein geläufiger Name war.